# Pozitivistická církev

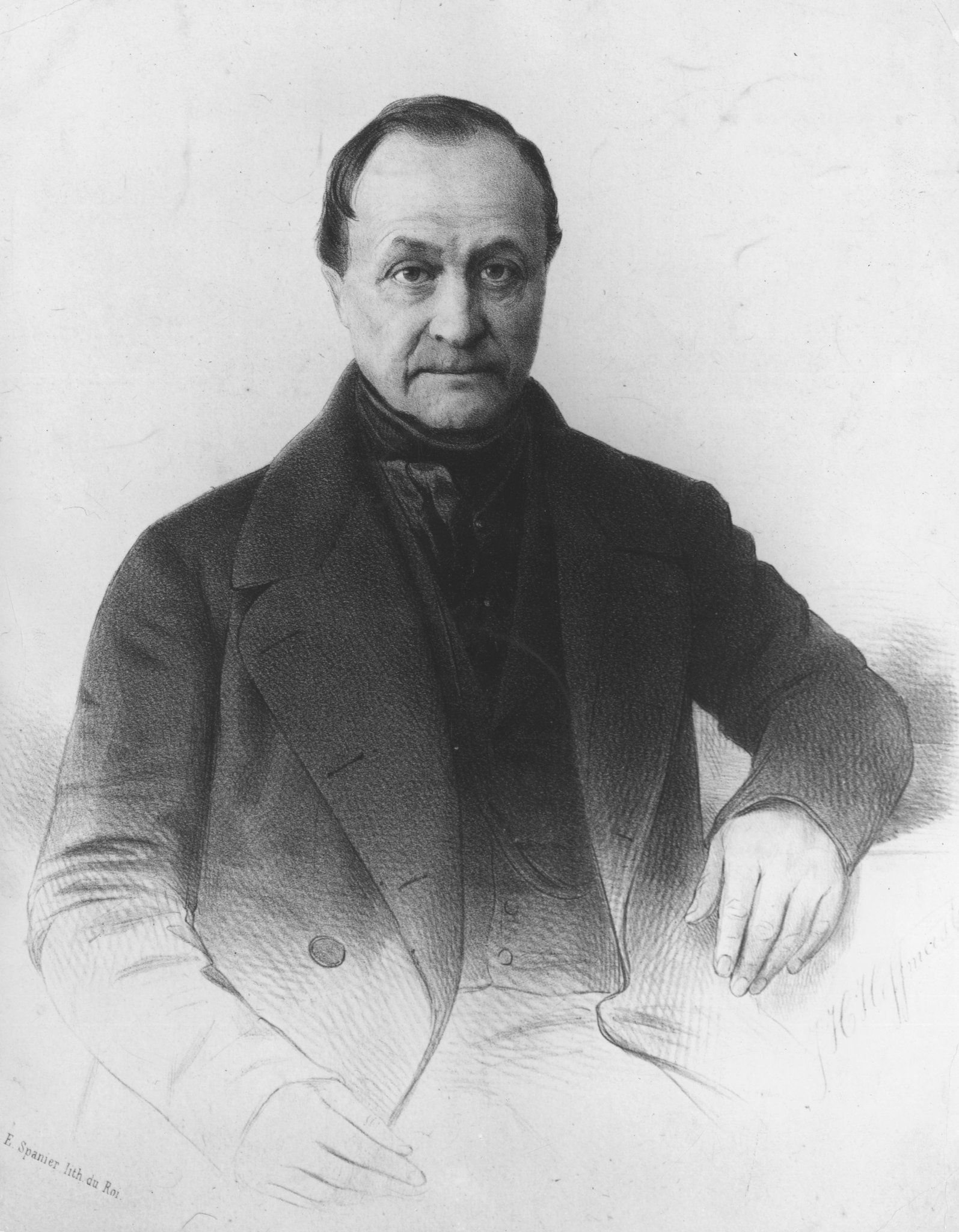
Auguste Comte, zakladatel církve

Pozitivistická církev, též Náboženství humanity (Religion de l'Humanité, Religião da Humanidade, Religion of Humanity) je sekulární náboženství, které založil francouzský filozof a sociolog Auguste Comte (1798–1857), a které vychází z pozitivistické filozofie. Stoupenci tohoto náboženství zřídili „Chrámy humanity“ ve Francii a Brazílii.

## Historie
Auguste Comte založil novou církev, aby posílil soudržnost pozitivistických společností jako alternativu k rituálům a liturgiím klasických církevních obcí. V roce 1849 vytvořil vlastní pozitivistický kalendář, který stoupenci církve používají dodnes.
Církev v samotné Francii zůstala malá, ale stala se inspirací pro vzestup její odnože v Anglii. Richard Congreve, člen londýnské pozitivistické společnosti, byl spoluzakladatelem této církve v roce 1878.
V roce 1854 byla v New Yorku založena anglickým přistěhovalcem Henrym Edgerem církev, která se měla věnovat pozitivistické víře. Od roku 1869 byl vedoucím obce David Goodman Croly. Jeho syn Herbert Croly (1869–1930) byl vychován v duchu církve a pokřtěn v New Yorku. V 70. letech 19. století se pozitivistické hnutí ve Spojených státech odtrhlo od anglické obce. Církev v USA sice pokračovala ve svém původním ateistickém modelu, nicméně uvedla do liturgie kázání, čtení z knihy Izajáš a svátosti. Americká obec nebyla tak významná jako anglická.
11. května 1881 založili v Riu de Janeiro Miguel Lemos a Raimundo Teixeira Mendes Brazilskou pozitivistickou církev (Iglesia Positivista del Brasil).
V roce 1905 byl otevřen pozitivistický chrám v Paříži, jediný v Evropě.

## Chrámy humanity
- Temple de l'Humanité: 5, rue Payenne, Paříž, Francie
- Templo da Humanidade: Rua Benjamin Constant 74, Barrio de la Gloria, Rio de Janeiro, Brazílie
- Capela Positivista: Avenida João Pessoa 1058, Porto Alegre, Brazílie
- Capela Positivista: Rua Riachuelo 90, Curitiba, Brazílie

| „                                            | Láska jako princip, řád jako základ a pokrok jako cíl. (L'amour pour principe et l'ordre pour base; le progrès pour but.) | “ |
| — Auguste Comte, motto pozitivistické církve | |   |